# Passiflora urnifolia
Passiflora urnifolia är en passionsblomsväxtart som beskrevs av Henry Hurd Rusby. Passiflora urnifolia ingår i släktet passionsblommor, och familjen passionsblomsväxter. Inga underarter finns listade i Catalogue of Life.